# Кзылжар
Кзылжар — село в Беляевском районе Оренбургской области в составе Днепровского сельсовета.

## География
Находится на расстоянии примерно 12 километров по прямой на северо-запад от районного центра села Беляевка (Беляевский район).

## Климат
Климат континентальный с холодной часто малоснежной зимой и жарким, сухим летом. Средняя зимняя температура −15,8 °C; Средняя летняя температура +21,2 °C. Абсолютный минимум температур −44 °C. Абсолютный максимум температур +42 °C. Среднегодовое количество осадков составляет 320 мм.

## История
Было основано как казахский аул на левом берегу реки Урал ещё в конце 19 века. В переводе с казахского «красный обрыв» (здесь крутой обрыв Урала, выходы в обрыве красноцветного песчаника на красноцветных глинах). В 1911 года он значился как аул № 8 2-й Буртинской волости Актюбинского уезда (122 кибитки: 626 душ). В 1930 году в ауле Кызылжар был организован колхоз им. Калинина, который в 1951 году объединился с колхозом «Днепр».

## Население
Постоянное население составляло 32 человека в 2002 году (казахи 88 %), 32 человек в 2010 году.